# Hiidenjärvi (sjö i Hankasalmi, Mellersta Finland)
Hiidenjärvi är en sjö i kommunen Hankasalmi i landskapet Mellersta Finland i Finland. Sjön ligger 106,1 meter över havet. Den är 2,8 meter djup. Arean är 53 hektar och strandlinjen är 5,54 kilometer lång. Sjön  ingår i Kymmene älvs huvudavrinningsområde.   Den ligger omkring 46 kilometer öster om Jyväskylä och omkring 260 kilometer norr om Helsingfors. 